# تشارلز ويست تشيرشمان
تشارلز ويست تشورشمان (بالإنجليزية: Charles West Churchman) ولد يوم 29 أغسطس 1913 وتوفي يوم 21 مارس 2004.

## نبذة
كان فيلسوفًا أمريكيًا وعالم أنظمة، وكان أستاذًا في كلية إدارة الأعمال وأستاذ دراسات السلام والصراع في جامعة كاليفورنيا. كان معروفًا دوليًا بعمله الرائد في أبحاث العمليات وتحليل النظم والأخلاقيات.

## المنشورات
كتب تشيرتشمان حوالي 15 كتابًا وقام بتحرير 9 كتب أخرى: 
- 1938، نحو منطق عام للاقتراحات ، دكتوراه. أطروحة.
- 1940، عناصر المنطق والعلوم الرسمية ، JB Lippincott Co. New York.
- 1940، تبرئة إقليدس من كل عيب ، مترجم، Saccheri's.
- 1946، علم النفس ، مع راسل ل.
- 1948، نظرية الاستدلال التجريبي ، دار نشر ماكميلان، نيويورك.
- 1950، طرق التحقيق: مقدمة في الفلسفة والطريقة العلمية ، مع راسل ل. أكوف، المنشورات التعليمية، سانت لويس، ميزوري، ميزوري.
- 1956، التكاليف والمرافق والقيم، القسمان الأول والثاني .
- 1957، مقدمة لأبحاث العمليات ، مع Russell L. Ackoff & EL Arnoff ، J. Wiley and Sons ، New York.
- 1960، التنبؤ والقرار الأمثل ، برنتيس هول، إنجليوود كليفس، نيو جيرسي.
- 1968، تحدي العقل ، ماكجرو هيل، نيويورك.
- 1968/1979، نهج النظم ، Delacorte Press ، New York.
- 1971، تصميم النظم المستفسرة، المفاهيم الأساسية للنظم والمنظمات ، الكتب الأساسية، نيويورك.
- 1975، التفكير في القرارات: الطرق الكمية الاستنتاجية ، شركاء أبحاث العلوم، شيكاغو، إلينوي.
- 1979، نهج الأنظمة وأعداؤه ، الكتب الأساسية، نيويورك.
- 1982 الفكر والحكمة؛ محاضرات Gaither ، منشورات Intersystems ، شاطئ البحر، كاليفورنيا.

- 1947، قياس مصلحة المستهلك ، أد. مع Russell L. Ackoff و M. Wax.
- 1959، القياس: التعاريف والنظريات ، أد. مع P. Ratoosh.
- 1959، التجربة والتفكير بقلم إدغار أ. سنجر، الابن ، أد.
- 1960، علوم الإدارة ، أد. مع M. Verhulst.
- 1975، نظم وإدارة السنوية 1975 ، أد.
- 1976، طرق ونظريات التصميم ، أد.
- 1976، النمذجة العالمية: حوار ، أد. مع RO Mason.
- 1984، إدارة الموارد الطبيعية: إدخال منهجية جديدة للتنمية الإدارية ، أد. مع AH Rosenthal و SH Smith.
- 1989، رفاهية المنظمات ، أد.
- 2011، الثورة الدائمة في العلوم . ريتشارد ل. شانك وسي ويست تشيرشمان (إعادة إصدار 1954 كتاب). نيويورك، المكتبة الفلسفية، مقدمة بقلم C. West Churchman.

## روابط خارجية
- يشمل تقدير تشيرمان من قبل فيرنر أولريش نعيًا من سان فرانسيسكو كرونيكل.
- سيرة C. West Churchman من معهد أبحاث العمليات وعلوم الإدارة (INFORMS).
- ملف تعريف West Churchman في منتدى الأخلاقيات والاستدامة .
- مقابلة مع C. West Churchman من قبل الأستاذ. كريستو إيفانوف في جامعة أوميو في 30 أبريل 1987 (ساعتان في 4 أقسام). مع الصور والوثائق.